# Santa Cruz de Mompox

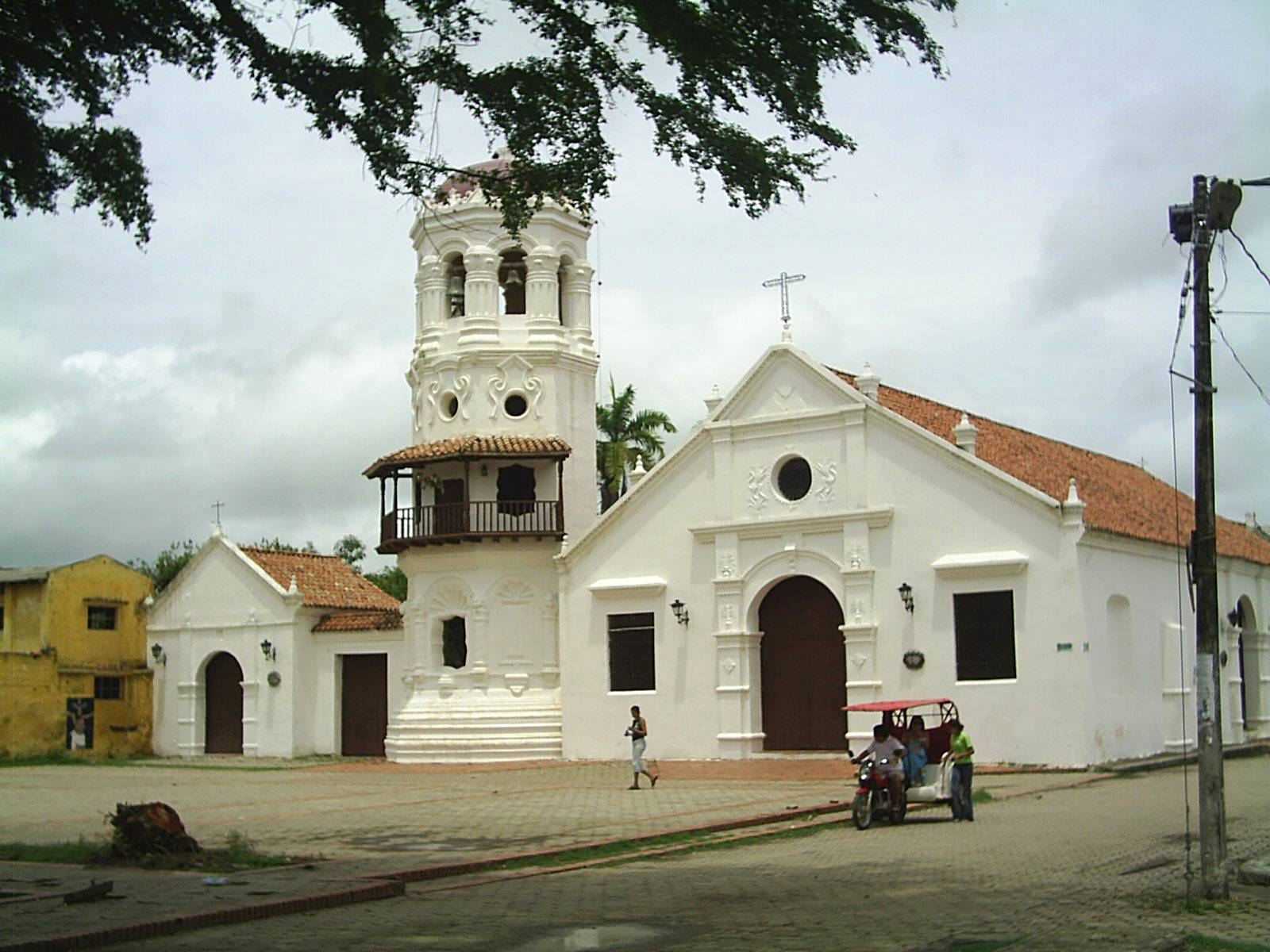
Santa Bárbara-kyrkan.

Santa Cruz de Mompox, eller Mompós som är kommunens officiella namn, är en kommun och stad i departementet Bolívar i norra Colombia. Staden grundades 1540 vid Magdalenafloden. Stadens historiska centrum är sedan 1995 ett världsarv. Kommunen hade 44 124 invånare (2015), med 25 785 invånare i staden (2015) på en yta av 645,37 kvadratkilometer.